# دایره المعارف چیزهایی که هرگز نبودند
دانشنامه چیزهایی که هرگز نبودند کتابی است از رابرت اینگپن و مایکل پیج که در سال ۱۹۸۵ منتشر شد.

## خلاصه کتاب
دانشنامه چیزهایی که هرگز نبودند کتابی است که موضوعاتی از افسانه و جادو که ریشه در اسطوره‌شناسی تاریخی دارند را شرح می‌دهد و توسط پیج نوشته شده و توسط اینگپن نقاشی شده است.

## استقبال از کتاب
دیو لنگفورد دایره المعارف چیزهایی که هرگز نبودند برای مجله کوتوله سفید بررسی کرد و اظهار داشت که «نمرات خوبی برای تولید و گردآوردی فراتر از افسانه‌های معمول اروپایی و یونانی می‌گیرد اما بعضی از آنها خسته کننده هستند"

## بررسی‌ها
- نقد کریس مورگان (۱۹۸۶) در فانتزی ریویو، فوریه ۱۹۸۶
- بررسی توسط Don D'Amassa (1987) در داستان علمی تخیلی، شماره ۸۹ فوریه ۱۹۸۷
- نقد بیرد سرلز (۱۹۸۷) در مجله علمی تخیلی ایزاک آسیموف، نوامبر ۱۹۸۷